# Нарциссизм
Нарцисси́зм — свойство характера, заключающееся в чрезмерной самовлюблённости и самооценке — грандиозности, в большинстве случаев не соответствующей действительности. 
Термин происходит из греческого мифа о Нарциссе, прекрасном молодом человеке, который предпочёл любоваться на своё отражение в водах ручья и отверг любовь нимфы Эхо. В наказание за это он был обречён влюбиться в собственное отражение и в итоге превратился в цветок, его именем и названный.

## В трудах психологов
Нарциссическое поведение рассматривалось Зигмундом Фрейдом как неотъемлемая часть любого человека с самого его рождения, Фрейд был первым, кто применил этот термин в психологии. В психологии и психиатрии чрезмерный нарциссизм рассматривают как серьёзную личностную дисфункцию или расстройство личности. Часто говорят о нарциссической акцентуации характера. Слова «нарциссизм», «нарциссический» и «нарцисс» обычно используются как негативно окрашенные, указывающие на тщеславие, завышенное самомнение, эгоизм или просто самовлюблённость. Применительно к социальной группе они могут иногда означать элитарность или безразличие к проблемам других людей.
Мелани Кляйн и её ученики (Герберт Розенфельд и Ханна Сегал) рассматривали нарциссизм как особый тип объектных отношений — нарциссические. Герберт Розенфельд выделил деструктивный нарциссизм (являющийся следствием инстинкта смерти) и либидинозный нарциссизм.
Отто Кернберг подробно рассмотрел патологический нарциссизм. Он выделил 3 типа нарциссизма — нормальный инфантильный нарциссизм, нормальный зрелый нарциссизм и патологический нарциссизм. Патологический нарциссизм является отражением само-идеализации и грандиозного Я. Такие люди склонны с презрением относиться к окружающим и постоянно демонстрировать собственное превосходство и достижения («Радио Я») при отсутствии эмпатии и интереса к окружающим.
Эндрю П. Моррисон утверждает, что взрослому человеку разумное количество здорового нарциссизма позволяет сбалансировать удовлетворение своих потребностей относительно окружающих.
Манфред Кетс де Врис выяснил, что нарциссизм часто встречается у успешных мужчин, занимающих руководящие должности, в том числе и самого высокого уровня.
Карен Хорни в своей работе «Невроз и личностный рост: Борьба за самореализацию» (1950) рассматривает нарциссизм как одно из направлений развития невроза, возникающего на основе базальной тревоги.
Эрих Фромм в книге «Душа человека, её способность к добру и злу» (1964) уделяет основное внимание злокачественному нарциссизму, который выступает составной частью «синдрома распада», выделяя при этом индивидуальный и общественный нарциссизм.

### Расстройство
Расстройство личности, характеризующееся убеждённостью в собственной уникальности, особом положении, превосходстве над остальными людьми; завышенным мнением о своих талантах и достижениях; поглощённостью фантазиями о своих успехах; ожиданием безусловно хорошего отношения и беспрекословного подчинения от окружающих; поиском восхищения окружающих для подтверждения своей уникальности и значимости; неумением проявлять сочувствие; идеями о собственной свободе от любых правил, о том, что окружающие завидуют.
Стоит добавить, что нарциссы имеют скачущую самооценку. Именно поэтому нуждаются в признании обществом. Если признания не будет, то и самооценка начнёт падать. Из этого выливается так же нелюбовь к конкуренции.

### Нарциссическая травма
Личности тех, кто воспитывался нарциссическими людьми или просто имел слишком много травматического опыта взаимодействия с ними, во многих случаях несут на себе специфический след, называемый «нарциссической травмой» и представляющий собой повышенную чувствительность к стыду, а также трудность в поддержании «границ» между собой и окружающими людьми. Большинство людей с нарциссической травмой либо так же, как нарциссические личности, вкладывают много сил в поддержание ощущения своей сверхзначимости, либо склонны безропотно выполнять прихоти окружающих, боясь сталкиваться с их гневом.
Между тем, в отличие от настоящих нарциссических личностей, нарциссически травмированные люди сохраняют достаточный уровень рефлексии, чтобы иметь возможность осознавать собственные зависть, стыд и вину.

### Нарциссизм как сексуальная девиация
Сексуальная девиация, при которой половое влечение испытывается к самому себе. Может рассматриваться как разновидность сексуального фетишизма.